# Mark (Golovkov)
Mark (světským jménem: Sergej Anatoljevič Golovkov; * 31. března 1964, Perm) je ruský duchovní Ruské pravoslavné církve, arcibiskup a metropolita rjazaňský a michajlovský.

## Život
Narodil se 31. března 1964 v Permu.
Roku 1981 dokončil střední školu a v letech 1982–1984 sloužil v řadách Sovětské armády.
Roku 1984 nastoupil na Moskevský duchovní seminář a roku 1988 na Moskevskou duchovní akademii. V září 1990 byl jmenován asistentem vedoucího církevně-archeologického úřadu pro akademii.
Dne 19. října 1990 byl v Trojickosergijevské lávře postřižen na monacha a přijal mnišské jméno Mark na počest svatého apoštola Marka. Dne 21. listopadu byl rukopoložen na hierodiakona a 7. ledna 1991 na jeromonacha.
Stal se přednášejícím Nového zákona v semináři.
Dne 12. srpna 1992 se stal členem Ruské duchovní misie v Jeruzalémě a roku 1997 byl povýšen na igumena.
Dne 28. prosince 1999 byl jmenován zástupcem předsedy Oddělení vnějších církevních vztahů Moskevského patriarchátu.
Od 26. ledna 2000 byl představeným chrámu Životodárné Trojice v Chorošjovu (Moskva).
Dne 3. května 2000 byl povýšen na archimandritu.
Dne 26. prosince 2003 jej Svatý synod zvolil biskupem jegorjevským a vikářem moskevské eparchie.
Dne 13. ledna 2004 byl oficiálně jmenován biskupem a o den později proběhla v chrámu Krista Spasitele v Moskvě jeho biskupská chirotonie. Světiteli byli patriarcha moskevský Alexij II., metropolita krutický a kolomenský Juvenalij (Pojarkov), metropolita smolenský a kaliningradský Kirill (Gunďajev), arcibiskup kalužský a borovský Kliment (Kapalin), arcibiskup istrijský Arsenij (Jepifanov), arcibiskup chersonésoský Innokentij (Vasiljev), arcibiskup verejský Jevgenij (Rešetnikov), biskup orechovo-zujevský Alexij (Frolov), biskup krasnogorský Sava (Volkov), biskup stavropolský a vladikavkazský Feofan (Ašurkov), biskup baltijský Serafim (Melkoňan), biskup dmitrovský Alexandr (Agrikov),  biskup sergijevoposadský Feognost (Guzikov), biskup nižněnovgorodský a arzamaský Georgij (Danilov), biskup ljuberecký Veniamin (Zaryckyj) a biskup saratovský a volský Longin (Korčagin).
Dne 31. března 2009 byl osvobozen od funkce zástupce předsedy Oddělení vnějších církevních vztahů a jmenován sekretářem Moskevského patriarchátu pro zahraniční instituce (poté Úřad Moskevského patriarchátu pro zahraniční instituce). Současně byl ustanoven dočasným správcem vídeňské a budapešťské eparchie.
Dne 1. února 2010 byl povýšen na arcibiskupa.
Od prosince 2010 spravoval severozápadní okruh Moskvy.
V letech 2011–2019 byl členem Vyšší církevní rady.
Dne 31. prosince 2011 byl jmenován správcem severozápadního vikariátu a severního vikariátu. Byl zařazen do eparchiální rady.
Dne 8. dubna 2013 se stal představeným chrámu svaté mučednice Alžběty Ruské.
Dne 16. července 2013 byl ustanoven dočasným správcem Patriarchálních farností v Itálii.
Dne 25. července 2014 se stal předsedou Finanční a hospodářské správy Moskevského patriarchátu.
Dne 22. října 2015 jej Svatý synod jmenoval metropolitou rjazaňským a michajlovským, hlavou rjazaňské metropole. Současně byl osvobozen od funkce správce vídeňské eparchie a budapešťské eparchie.
Dne 4. listopadu 2015 byl povýšen na metropolitu.
Dne 26. února 2019 byl osvobozen od funkce předsedy Finanční a hospodářské správy.
Dne 25. srpna 2020 byl znovu ustanoven správcem budapešťské eparchie s přidáním titulu metropolita budapešťský a maďarský.
Dne 7. června 2022 byl osvobozen od funkce metropolity budapešťského.
Je předsedou Patriarchální komise pro udílení vyznamenání.